# Liste öffentlicher Bücherschränke in Heilbronn
In der Liste öffentlicher Bücherschränke in Heilbronn sind öffentliche Bücherschränke für Orte, die zum Stadtkreis Heilbronn in Baden-Württemberg gehören, aufgeführt. Sie ist primär nach Orten sortiert, unabhängig davon, ob es sich um Ortsteile, Gemeinden oder Städte handelt. Der Artikel ist Teil der übergeordneten Liste öffentlicher Bücherschränke in Baden-Württemberg. Ein öffentlicher Bücherschrank ist ein Schrank oder schrankähnlicher Aufbewahrungsort mit Büchern, der dazu dient, Bücher kostenlos, anonym und ohne jegliche Formalitäten zum Tausch oder zur Mitnahme anzubieten. Die Liste erhebt keinen Anspruch auf Vollständigkeit.

## Öffentliche Bücherschränke in Heilbronn
Derzeit sind im Stadtkreis Heilbronn 7 öffentliche Bücherschränke erfasst (Stand: 25. April 2025):
| Bild | Ausführung         | Ort           | Seit      | Anmerkung                                                                                  | Geokoordinaten           |
| ---- | ------------------ | ------------- | --------- | ------------------------------------------------------------------------------------------ | ------------------------ |
|      | Bücherschrank      | Heilbronn     | Apr. 2019 | KEB, Stadtbücherei                                                                         | ⊙ Kaiser-Friedrich-Platz |
|      | Bücherschrank      | Heilbronn     |           | Nur zugänglich zu den Öffnungszeiten der Bahnhofsmission (Mo–Mi 12–16 Uhr, Do–Fr 9–17 Uhr) | ⊙ Hauptbahnhof, Gleis 1  |
|      | Bücherregal        | Heilbronn     |           | Im Deutschhof im VHS Gebäude                                                               | ⊙ Kirchbrunnenstraße 12  |
|      | BOKX Bücherschrank | Heilbronn     | Apr. 2015 | Betreiber: Stadtbibliothek Heilbronn. Vor dem Soleo-Hallenbad, Platz am Bollwerksturm      | ⊙ Untere Neckarstraße 21 |
|      | Bücherregal        | Heilbronn     |           | Leihbücherschrank am Familienzentrum Schillerstrasse                                       | ⊙ Schillerstraße 29      |
|      | Bücherschrank      | Horkheim      | 2014      | Straßenbibliothek Horkheim, Gruners Backstube                                              | ⊙ Schleusenstraße 1      |
|      | Bücherregal        | Neckargartach |           | begehbares Bücherregal im ehemaligen Gemeindehaus                                          | ⊙ Biberacher Straße 16   |

## Statistik
Zu einem Vergleich mit den anderen Stadt- und Landkreisen Baden-Württembergs sowie zum Landesdurchschnitt siehe die Statistik öffentlicher Bücherschränke in Baden-Württemberg.